# نقية (ملكة)
نقيّة وهي واحدة من أشهر النساء الآشوريات، هي زوجة الملك سنحاريب ملك آشور من 705-681 ق م وقد كانت في البداية عبدة عنده وثم أعجب بها وتزوجها وجعلها الامرأة الأولى في آشور، كانت والدة الملك آسرحدون الذي ورث الحكم بعد موت أبيه سنحاريب وجدة آشور بانيبال، وقد كان آسرحدون متأثراً بها وكان له عدة منحوتات معها، حيث كان يحترمها احترام شديد، غير معروف الكثير عن أصلها، فهناك من يقول أنها من السبايا الذين أرسلهم حزقيا ملك يهوذا إلى آشور، وهناك من يقول أن أصلها بابلي نظراً لأن أسرحدون كان متأثر بمدينة بابل، لذلك أقام هُناك، لكن الاحتمال الأرجح حسب ما يقول الباحثين أنها من منطقة حران ما بين تركيا وسوريا نظراً لأنها كان لديها اسم آخر وهو زوكوتو وهذا الاسم من أصل حيثي من تلك المنطقة.